# Jenners (Édimbourg)

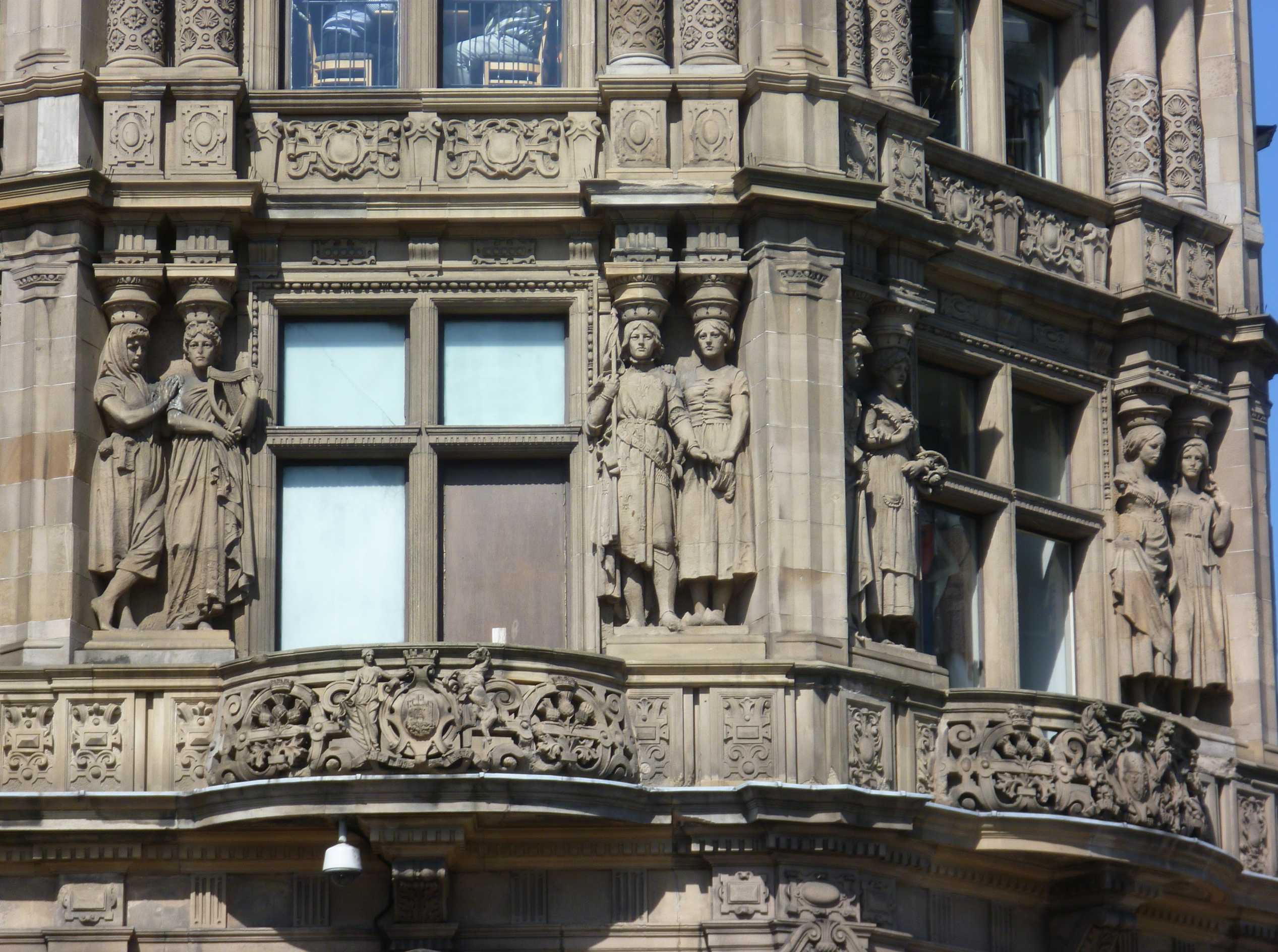
Jenners : cariatides.

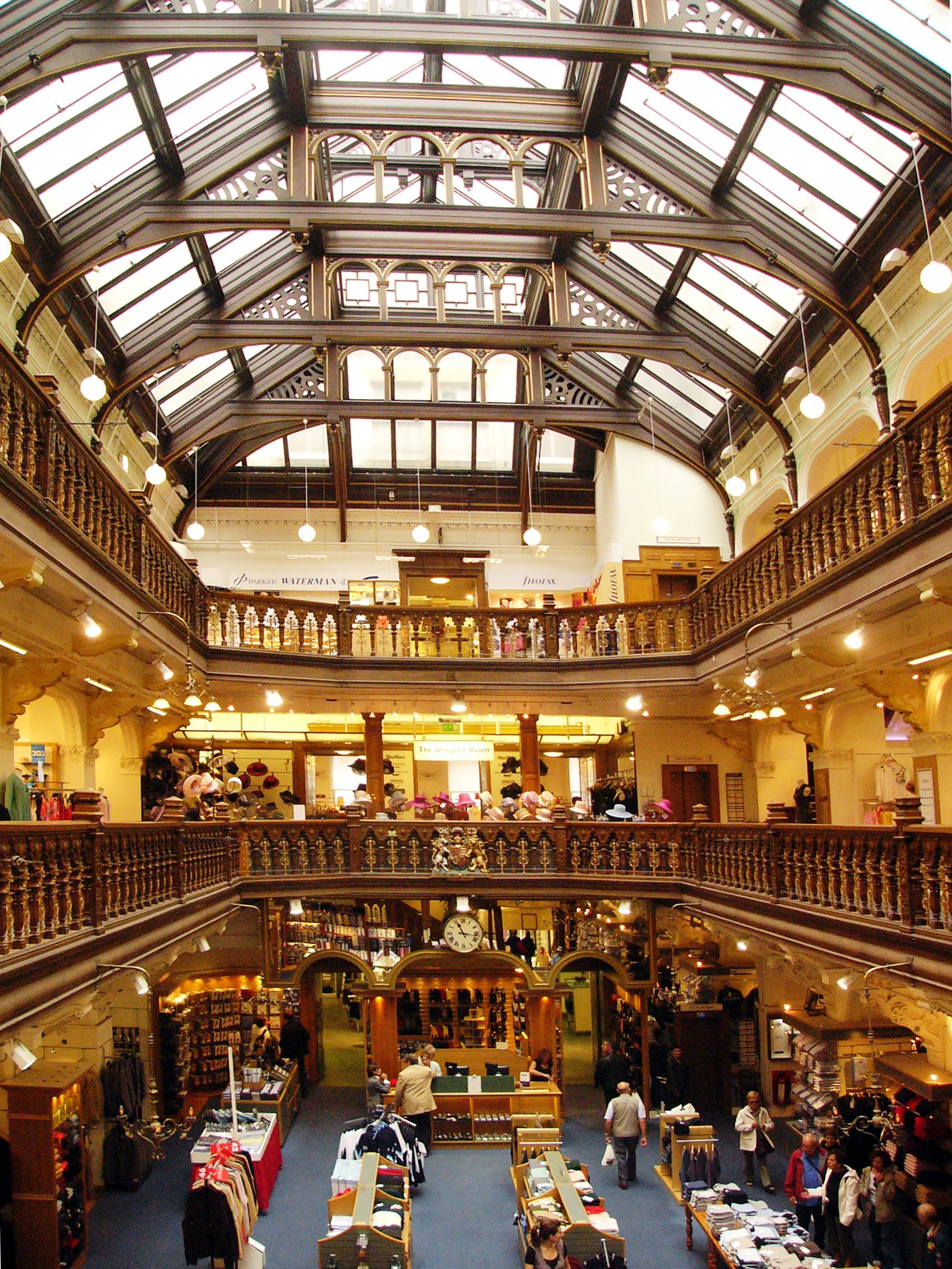
Le grand hall de Jenners.

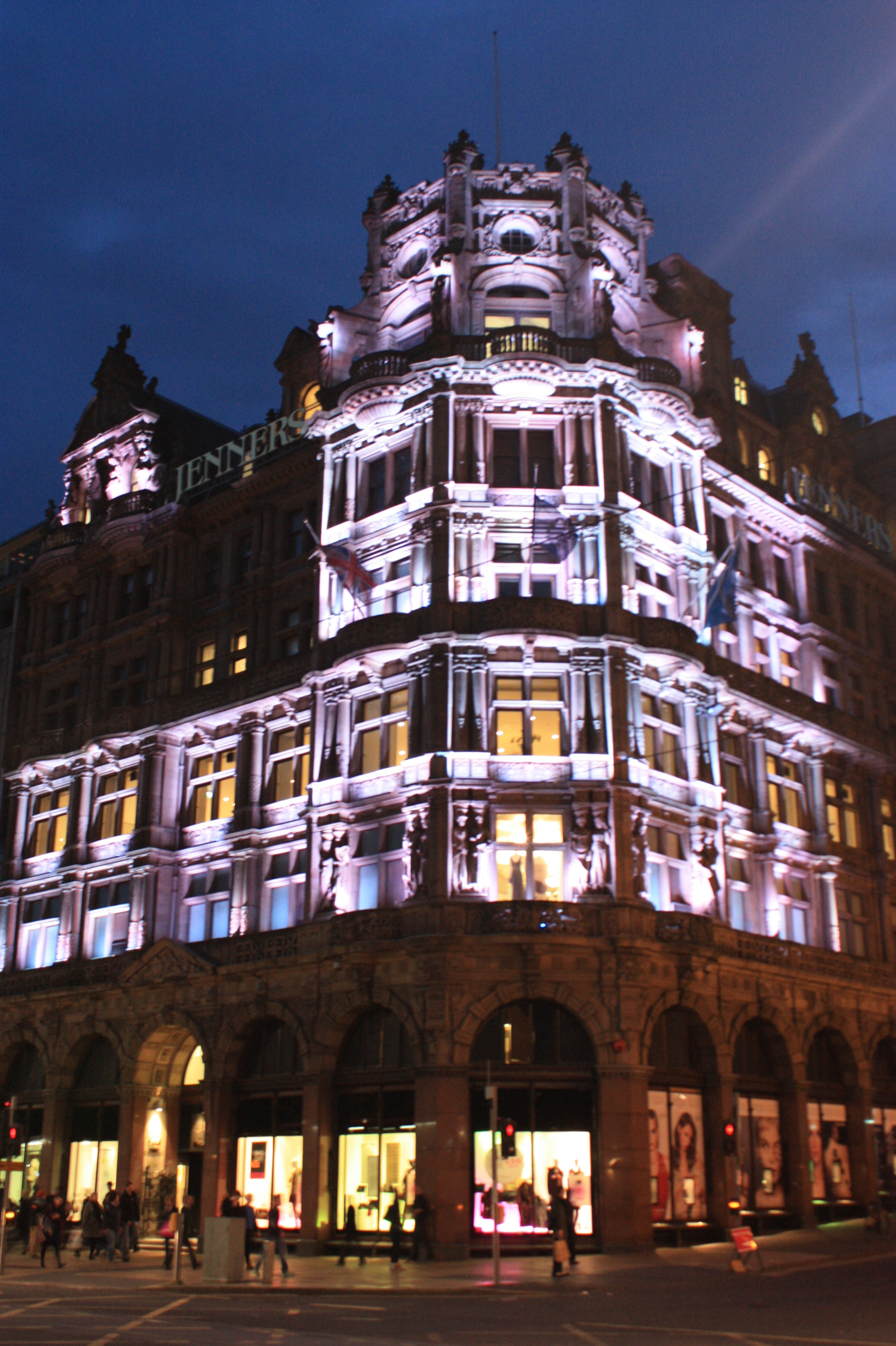
Jenners la nuit.

Le Grand Magasin Jenners, ou simplement Jenners, est un grand magasin situé à Édimbourg, en Écosse. Il a été le plus ancien grand magasin indépendant en Écosse, jusqu'à son acquisition par House of Fraser en 2005.

## Histoire
Jenners a toujours maintenu sa position sur Edimbourg, sur Princes Street depuis 1838, depuis qu'il a été fondé par Charles Jenner (1810-1893), un commerçant en draperie, et Charles Kennington, et connu initialement sous le nom de "Kennington & Jenner".
Les bâtiments d'origine ont été détruits par un incendie en 1892 et en 1893, l'architecte écossais William Hamilton Beattie a été nommé à la conception de la nouvelle boutique qui a par la suite ouvert en 1895. Ce nouveau bâtiment est protégé comme un bâtiment classé, Les cariatides sur le bâtiment étaient destinées "à montrer symboliquement que les femmes sont le support de la maison". Le nouveau magasin a inclus de nombreuses innovations techniques telles que l'éclairage électrique et les ascenseurs hydrauliques.
Connu comme le « Harrods du Nord », il a tenu un Royal Warrant depuis 1911, et a été visité par la reine Élisabeth II à l'occasion de son 150e anniversaire en 1988.
En 2004, il a changé sa vision et son objectif « d'être le plus excitant magasin en dehors de Londres » pour « En toute Indépendance ». Le magasin a fait les unes nationales en 2007 lorsqu'il a médiatisé qu'il allait arrêter la vente de pâté de foie gras, à la suite d'un boycott par le duc et la duchesse de Hamilton.

### Vente à House of Fraser
Le 16 mars 2005, il a été annoncé que la famille Douglas Miller était en négociations avancées pour vendre l'entreprise à la House of Fraser, pour  environ 100 £–200 millions de dollars,[réf. nécessaire] mais un mois plus tard, il a été vendu pour 46,1 millions £ de dollars. Tandis que les autres acquisitions par House of Fraser ont été renommées, Jenners a réussi à garder son identité. En 2008, House of Fraser a investi 3 millions de livres sterling pour des améliorations dans le magasin. Il y a une autre branche de House of Fraser à l'autre bout de Princes Street.

## Magasins
- Princes Street, Édimbourg
- Loch Lomond Rives

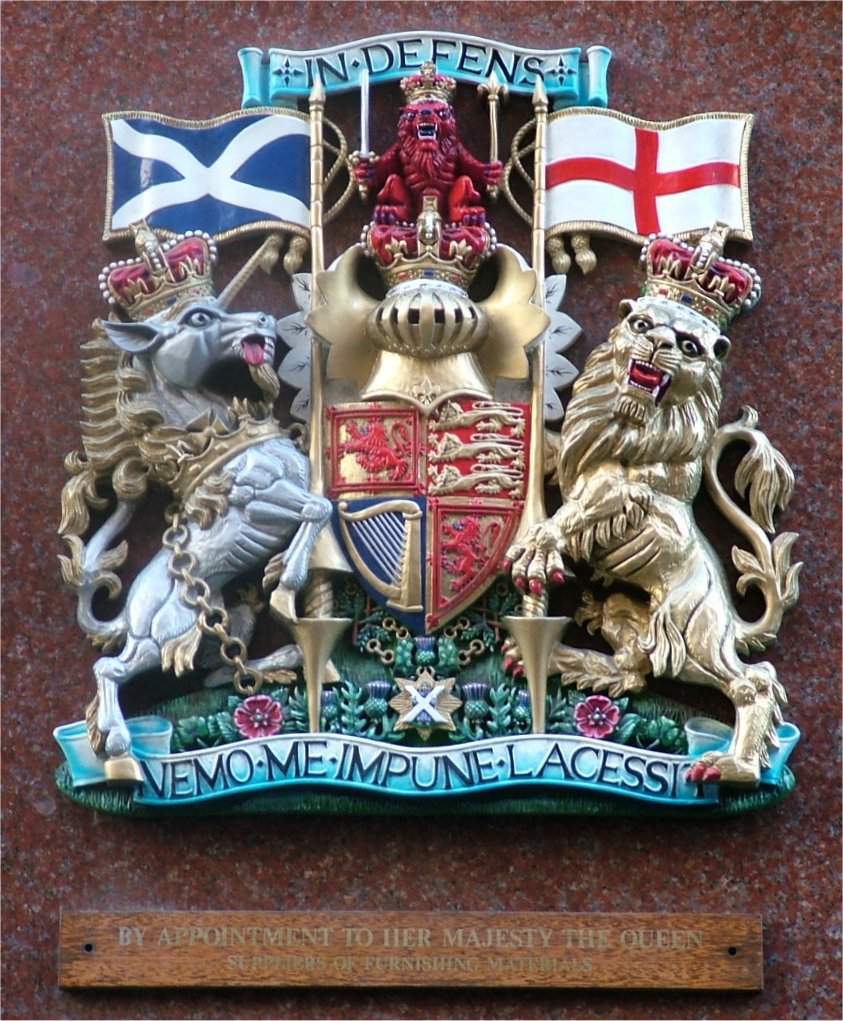
Le Royal Warrant à l'extérieur de Jenners.

Jenners auparavant avait des magasins à l'Aéroport d'Édimbourg et à l'Aéroport international de Glasgow, mais ceux-ci ont fermé à la suite d'une décision annoncée en avril 2007. Jenners a déclaré que les mesures de sécurité introduites dans les aéroports du Royaume-Uni à la suite des projets d'attentats sur des lignes aériennes en 2006 avait conduit à une baisse importante du commerce dans ces magasins.